# Parochodaeus pudu
Parochodaeus pudu – gatunek chrząszcza z rodziny wygonakowatych i podrodziny Ochodaeinae.
Gatunek ten opisali w 2012 roku M.J. Paulsen i Federico Ocampo na podstawie 52 okazów. Jako miejsce typowe wskazano General Acha. Epitet gatunkowy pudu odnosi się do pudu południowego, sarny, której poroże przypominają jego wyrostki na cieminiu.
Chrząszcz o ciele długości od 5,1 do 8,8 mm i szerokości od 2,5 do 4,5 mm. Powierzchnię jego głowy pokrywają małe punkty; w okolicy oczu jest ona chropowata, a gdzie indziej błyszcząca. Jako jedyny gatunek z rodzaju Parochodaeus dysponuje on dwoma wyraźnymi guzkami na ciemieniu, przypominającymi kształtem rogi. Nadustek jest półkolisty, o niepogrubionej przedniej krawędzi i prawie dołkowato wgłębionej nasadzie. Długość nadustka wynosi połowę jego szerokości. Narządy gębowe cechuje prawie ścięta warga górna i zaokrąglone brzegi zewnętrzne żuwaczek. Nabrzmiała powierzchnia bródki pozbawiona jest bruzdy środkowej. Powierzchnia silnie wypukłego przedplecza jest gęsto pokryta małymi, oszczecionymi guzkami, a między guzkami drobno punktowana. Pokrywy mają guzki na międzyrzędach wyposażone w krótkie, sterczące szczecinki. Przednia para odnóży ma golenie zaopatrzone w zakrzywioną ostrogę wierzchołkową oraz pozbawione zęba wewnętrznego. Odnóże tylnej pary ma prostej budowy krętarz, bezzębną tylną krawędź uda, prostą i smukłą goleń oraz niepowiększony silnie pierwszy człon stopy. Odwłok nie ma wyrostka strydulacyjnego.
Owad neotropikalny, endemiczny dla Argentyny, znany z prowincji Buenos Aires, Catamarca, Córdoba, Jujuy, La Pampa, La Rioja, Salta oraz Tucumán. Odławiany od stycznia do maja.